# Philip Hauge Abelson
Philip Hauge Abelson (Tacoma, 27 aprile 1913 – Bethesda, 1º agosto 2004) è stato un fisico statunitense.
Insieme a Edwin McMillan ottenne, nel 1940, il nettunio bombardando con neutroni atomi di uranio 238. Si è occupato di ricerche di fisica nucleare al Naval Research Laboratory di Washington, nel 1941, e di Filadelfia, nel 1944. Nel 1946 fu direttore della sezione di magnetismo terrestre del Carnegie Institute di Washington e membro della Commissione per l'energia atomica degli Stati Uniti. In suo onore è stato attribuito il nome al minerale abelsonite.